# Hamakita-ku (Hamamatsu)
Hamakita-ku (浜北区 Hamakita-ku?) es uno de los siete barrios de la ciudad de Hamamatsu, Japón. Hasta el 1 de septiembre de 2011 tenía una población estimada de 91.901 habitantes y una densidad de 1,380 personas por metro cuadrado. La superficie total del barrio es de 66,51 km².
El Barrio Hamakita se estableció el 1 de abril de 2007. A partir de 2009, tenía una población de 90.817 personas en un área de 66.51 km², con una densidad de población de 1370 personas por km².